# 苑田第一病院
苑田第一病院（そのだだいいちびょういん）は、医療法人社団苑田会が東京都足立区竹の塚に設置する病院。救急告示病院、災害拠点病院に指定されている。

## 診療科
（この節の出典）
- 内科
- 消化器外科
- 循環器内科
- 呼吸器内科
- 外科
- 心臓血管外科
- 脳神経外科
- 整形外科
- 眼科
- 耳鼻咽喉科
- 婦人科
- 神経内科
- 乳腺外科
- 救急科

## 医療機関の指定・認定
（下表の出典）
| 保険医療機関                                             | 原子爆弾被害者一般疾病医療取扱医療機関                                     |
| 労災保険指定医療機関                                     | 公害医療機関                                                               |
| 指定自立支援医療機関（精神通院医療）                     | 母体保護法指定医の配置されている医療機関                                   |
| 身体障害者福祉法指定医の配置されている医療機関           | 災害拠点病院（地域）                                                       |
| 生活保護法指定医療機関                                   | DPC対象病院                                                                |
| 難病の患者に対する医療等に関する法律に基づく指定医療機関 | 難病の患者に対する医療等に関する法律に基づく指定医の配置されている医療機関 |

- 救急告示病院（二次救急）[3]
- このほか、各種法令による指定・認定病院であるとともに、各学会の認定施設でもある。

## 交通アクセス
- 東武伊勢崎線（東武スカイツリーライン）「竹ノ塚駅」より徒歩約15分[4]
- 東武バス「竹15」花畑団地行き乗車、「保木間仲通り」停留所より徒歩1〜2分[4]

## 関連施設
- 苑田第二病院
- 苑田第三病院